# Suffissi elativi irregolari
Nella lingua italiana, sono presenti 3 suffissi elativi irregolari per la formazione di superlativi assoluti in alcuni aggettivi, secondo il loro calco latino:
- -entissimo (-entissimus): 
benedicentissimo, beneficentissimo, benevolentissimo, magnificentissimo, maledicentissimo, maleficentissimo, malevolentissimo, munificentissimo;
- -errimo (-errimus): 
acerrimo, asperrimo, celeberrimo, celerrimo, integerrimo, miserrimo, pigerrimo, pulcherrimo, sacerrimo, saluberrimo, teterrimo, uberrimo;
- -illimo (-illimus): 
facillimo, simillimo, umillimo

La maggior parte di questi superlativi è però affiancata da una forma "regolare" in -issimo, che va man mano sostituendosi: di fatto solo pochi aggettivi oggi sono ancora di uso corrente, la maggior parte sono solitamente segnalati dai dizionari come letterari o obsoleti.

## -entissimo
I superlativi formati col suffisso -entissimo sono soltanto 8,
derivanti da latini in -entissimus forma relativa degli aggettivi terminanti in dicus, ficus e volus,
resi in italiano da -dico (che dice), -fico (che fa) e -volo (che vuole).
| Superlativo       | aggettivo | uso   | etimo                            |
| ----------------- | --------- | ----- | -------------------------------- |
| Benedicentissimo  | benèdico  | obs.  | BENEDICENTĬSSIMUS da BENĔDICUS   |
| Benevolentissimo  | benevolo  | corr. | BENEVOLENTĬSSIMUS da BENĔVOLUS   |
| Beneficentissimo  | benefico  | corr  | BENEFICENTĬSSIMUS da BENĔFICUS   |
| Magnificentissimo | magnifico | corr. | MAGNIFICENTĬSSIMUS da MAGNĬFICUS |
| Maledicentissimo  | malèdico  | lett. | MALEDICENTĬSSIMUS da MALĔDICUS   |
| Maleficentissimo  | malefico  | corr. | MALEFICENTĬSSIMUS da MALĔFICUS   |
| Malevolentissimo  | malevolo  | corr. | MALEVOLENTĬSSIMUS da MALĔVOLUS   |
| Munificentissimo  | munìfico  | corr  | MUNIFICENTĬSSIMUS da MUNIFICUS   |

Di uso corrente ma non comune, spesso si sostituisce il superlativo organico di benevolo e benefico con forme analitiche tipo "molto + aggettivo" (es. molto benevolo), e difatti tali aggettivi vengono talvolta segnalati dai dizionari erroneamente come difettivi del superlativo, che verrebbe invece preso a prestito da grado relativo, rispettivamente, di beneficente e benevolente.
Di fatto esistono in italiano numerosi superlativi terminanti "entissimo", come ad esempio nutrientissimo, ma si tratta in questi casi di normali superlativi regolati, ottenuti aggiungendo -issimo all'aggettivo base terminante in -ente, il suffisso che indica lo stato o la condizione d'essere indicata dall'aggettivo o dal sostantivo di origine latina considerato, in questo caso nutriente. Nel caso di questi superlativi terminanti in -entissimo, quindi, si ha la coincidenza di due forme relative, come sottolinea Serianni, quella irregolare dagli aggettivi indicati nella tabella e quella regolarmente in -issimo degli aggettivi: benedicente, beneficente, benevolente, magnificente, mal(e)dicente, mal(e)ficente, mal(e)volente, munificente.

## -errimo
I superlativi formati col suffisso -errimo sono soltanto 12, derivanti da latini in -errimus forma relativa degli aggettivi terminanti in -er. Alcuni non figurano nemmeno più nei dizionari, perché totalmente in disuso o marcati come obsoleti o letterari; altri, invece, hanno assunto un significato autonomo, distaccandosi dal loro stato di superlativo, diventando aggettivi indipendenti.
| Superlativo | aggettivo       | uso        | variante       | etimo                                            |
| ----------- | --------------- | ---------- | -------------- | ------------------------------------------------ |
| Acerrimo    | acre            | corr.      | -              | ACĔRRIMUS da ĀCER (stessa radice di acero)       |
| Asperrimo   | aspro           | corr.      | asprissimo     | ASPĔRRIMUS da ASPĔR (stessa radice di asperità)  |
| Celeberrimo | celebre         | corr.      | -              | CELEBĔRRIMUS da CĔLEBER                          |
| Celerrimo   | celere          | lett.      | celerissimo    | CELERRĬMUS da CĔLER                              |
| Integerrimo | integro         | corr.      | -              | INTEGĔRRIMUS da ĬNTEGER                          |
| Miserrimo   | misero          | corr.      | miserissimo    | MISĔRRIMUS da MĬSER                              |
| Pigerrimo   | pigro           | lett./obs. | pigrissimo     | PIGĔRRIMUS da PĬGĔR                              |
| Pulcherrimo | pulcro (bello)  | obs.       | (bellissimo)   | PULCHĔRRIMUS da PULCHĔR                          |
| Sacerrimo   | sacro           | lett./obs. | ?              | SACĔRRIMUS da SĂCĔR (stessa radice di sacerdote) |
| Saluberrimo | salubre         | corr.      | -              | SALUBĔRRIMUS da SALŪBER                          |
| Teterrimo   | tetro           | lett.      | tetrissimo     | TAETĔRRIMUS da TAETĔR                            |
| Uberrimo    | ùbere (fertile) | obs.       | (fertilissimo) | ŪBĔRRIMUS da ŪBĔR (stessa radice di ubertoso)    |

* corr. corrente; lett. letterario; obs. obsoleto
Molti superlativi in -errimo sono ancora d'uso corrente, tuttavia si assiste sempre più frequentemente alla loro sostituzione con forme regolati, terminanti in -issimo, oppure con forme analitiche, del tipo molto celere; con una tendenza delle prime a sostituirsi al superlativo in ogni contesto, mentre delle seconde solo laddove l'aggettivo assume il suo significato più proprio così da lasciare le forme in -errimo in quei contesti in cui il significato dell'aggettivo risulta più figurativo o astratto. Si ha così, che mentre che un odore si definisce solitamente «molto acre», un nemico è invece «acerrimo»; questo fenomeno ha portato anche ad una progressiva e parziale separazione del significato di alcuni superlativi in -errimo da quelli del loro aggettivo di grado positivo, e pure, in alcuni casi, la perdita della consapevolezza nel parlante del loro grado relativo: succede, infatti, che frasi quali «il più acerrimo nemico» (letteralmente un superlativo relativo di un superlativo assoluto) siano ormai frequenti e sentite come regolari, tanto da essere presenti pure in opere letterarie già agli inizi del '900
(Pirandello, La patente)
Più completa è invece la scomparsa delle forme ormai di uso solo letterario, mentre forme come pigerrimo e sacerrimo risultano ormai oscure e incomprensibili al parlante medio; tuttavia se si è però già assodata una forma sostituiva per il superlativo assoluto della parola pigro, non così semplice potrebbe essere il caso dell'aggettivo sacro, per cui paiono esserci oggi tre opzioni: sacrissimo, sacrosanto e santissimo.
La prima è spesso contestata, e dato l'ambito solitamente religioso in cui se ne fa uso il dizionario Sabatini suggerisce «sacrosanto»  quale superlativo ufficioso; mentre possibile ma forse non del tutto corretto potrebbe essere l'uso di santissimo, in quanto già superlativo assoluto di santo.

## -illimo
I superlativi formati col suffisso -illimo sono soltanto 3,
derivanti da latini in -illimus, forma relativa degli aggettivi terminanti in -ilis. Tutte le forme in -illimo sono ormai considerate arcaiche.
| Superlativo | aggettivo | uso        | varianti    | etimo                 |
| ----------- | --------- | ---------- | ----------- | --------------------- |
| Facìllimo   | facile    | obs./lett. | facilissimo | FACĬLLIMUS da FĂCILIS |
| Simìllimo   | simile    | lett.      | similissimo | SIMĬLLIMUS da SĬMILIS |
| Umìllimo    | umile     | obs./lett. | umilissimo  | HUMĬLLIMUS da HUMĬLIS |